# Crucifixus (Лотти)
Crucifixus для 8 голосов (2 сопрано, 2 альта, 2 тенора и 2 баса) и органа (который редко используется в современных интерпретациях) – самое известное в наше время вокальное произведение итальянского композитора эпохи позднего барокко Антонио Лотти (итал. Antonio Lotti; ок. 1667, Венеция или Ганновер — 5 января 1740, Венеция).

## История создания
Crucifixus является частью более крупной работы Антонио Лотти - Credo фа мажор для хора и оркестра (для сопрано, альта, тенора и баса, 2 скрипок , 2 альтов, bassо continuo, органа), хотя обычно исполняется как самостоятельное произведение. В Crucifixus не используются (в отличие от других частей Credo) струнные инструменты, которые возвращаются только в следующей части – Et resurrexit, а сам хор делится не на 4 голоса, как в других частях Credo, а на 8 голосов. Рукопись Credo находится в Sächsische Landesbibliothek, Дрезден. В свою очередь, Credo, как это было установлено недавно, является частью Missa Sancti Christophori (эта месса предназначена для сопрано, альта, тенора и баса, 2 скрипок, 2 альтов, bassо continuo, органа), нотный оригинал которого находится в настоящее время в Prague Cathedral Archive, Прага. Нотный оригинал этой мессы содержит только три первые части: Kyrie eleison, Gloria и Credo, что часто встречается в рукописях XVIII века (отсутствуют заключительные части: Sanctus, Benedictus и Agnus Dei). Антонио Лотти жил и трудился в Дрездене из 1717-1719 годах, но вполне вероятно, что эта работа была написана в Венеции еще до приезда в Дрезден. В Венеции композитор работал органистом в знаменитом соборе Святого Марка и сочинял музыку для женского хора консерватории Ospedale degli Incurabili. Использование двух альтов свидетельствует по мнению музыковедов о венецианской практике композитора, а не Дрездена, где он их почти не использовал. Crucifixus - образец полифонии эпохи барокко, хотя в нем ощущаются элементы нарождающегося классицизма.

## Другие Crucifixus Антонио Лотти
• Crucifixus для 10 голосов (для трех сопрано, двух альтов, трех теноров и двух басов). Рукопись находится в Британской библиотеке. Это произведение первоначально входило в  его Credo ре минор (для трех сопрано, двух альтов, трех теноров и двух басов, 2 скрипок, 2 альтов, bassо continuo, органа). Обычно исполняется как самостоятельное произведение.
• Crucifixus для 6 голосов (2 сопрано, альт, 2 тенора, бас). В свою очередь оно является частью Credo Лотти соль минор для двойного хора, струнных, bassо continuo, органа, хотя обычно исполняется как самостоятельное произведение. Оригинал Credo хранится в Берлинской государственной библиотеке.
• Crucifixus для 4 голосов - сопрано, альт, тенор, бас, 2 скрипки, альт, bassо continuo. Является частью Credo Антонио Лотти си-бемоль мажор. Оно не исполняется самостоятельно. Обычно это связывается с присутствием в этом сочинении инструментов, сопровождающих вокальные партии, что делает его маловостребованным вокальными ансамблями.
• Crucifixus для 5 голосов (2 сопрано, альт, тенор, бас), оригинал хранится в библиотеке Вестминстерского аббатства, он написан на венецианской бумаге самим композитором в 30-годы XVIII века. В отличие от других Crucifixus, этот является самостоятельным произведением и не входит в более крупные формы. Вероятно, сочинение создано после возвращения композитора из Дрездена в Венецию.

## Латинский текст и русский перевод песнопения по текстуТридентской редакцииСимвола веры
| Латинский текст                                                       | Русский перевод                                                 |
| --------------------------------------------------------------------- | --------------------------------------------------------------- |
| Crucifixus etiam pro nobis sub Pontio Pilato, passus et sepultus est. | Распятого за нас при Понтии Пилате, страдавшего и погребенного. |